# Fontanelle (Iowa)
Fontanelle es una ciudad situada en el municipio de Summerset, condado de Adair, en el estado de Iowa, Estados Unidos. Según el censo de 2010 tenía una población de 672 habitantes.

## Geografía
Según la Oficina del Censo de los Estados Unidos, la localidad tiene un área total de 2,48 km², la totalidad de los cuales 2,48 km² corresponden a tierra firme.

## Demografía
Según el censo de 2010, había 672 personas residiendo en la localidad. La densidad de población era de 270,97 hab./km². Había 336 viviendas con una densidad media de 135,48 viviendas/km². El 99,7% de los habitantes eran blancos, el 0% afroamericanos, el 0% amerindios, el 0% asiáticos, el 0% isleños del Pacífico, el 0,15% de otras razas, y el 0,15% pertenecía a dos o más razas. El 0,6% de la población eran hispanos o latinos de cualquier raza.
Según la Oficina del Censo en 2000 los ingresos medios por hogar en la localidad eran de $31.328, y los ingresos medios por familia eran $39.861. Los hombres tenían unos ingresos medios de $30.000 frente a los $20.550 para las mujeres. La renta per cápita para la localidad era de $16.352. Alrededor del 5,8% de la población estaban por debajo del umbral de pobreza.